# Friedrich August Körnicke
Friedrich August Körnicke (29 de enero de 1828, Pratau, Wittenberg - † 16 de enero de 1908, Bonn) fue un botánico, agrónomo, micólogo alemán. Enseñó por largos años en la Landwirtschaftlichen Akademie Bonn-Poppelsdorf (hoy Universidad de Bonn); y fue considerado uno de los expertos competentes internacionalmente en el área de la producción granaria.

## Vida
Friedrich August Körnicke, fue hijo de Kleinbauern Georg Körnicke y de Johanna Schmidt, (1804-), va al Colegio Secundario hasta 1847 en Wittenberg y luego estudia en la Universidad Humboldt de Berlín: Matemática, Física, Química, Biología y Fisiología humana. Va profundizando su conocimiento de la flora por sus numerosas excursiones y a sus discusiones con los botánicos de Berlín, como Alexander Braun y Johannes von Hanstein, especializándose entre otras en Pteridófitas.
Durante sus estudios, asistía al "Real Herbario de Berlín Schöneberg", con su curador Johann Friedrich Klotzsch. En 1858 publica un tratado de la vegetación del norte de Alemania.
Despuésm de obtener un doctorado en 1856 en la Universidad de Berlín, con su tesis en idioma latino, inmediatamente obtiene un cargo de curador en el Herbario del Jardín botánico imperial de San Petersburgo.
En 1858 es segundo secretario de la Asociación Rusa de Jardinería de San Petersburgo. Y en mayo de 1858 es docente de Ciencias en la Academia de Agricultura de Waldau", en Königsberg (este de Prusia).
Con otros colegas profesionales, crean en 1862 en Elbing, la "Asociación Prusiana de Botánica", teniendo dentro de sus objetivos el promover el conocimiento sobre la flora del este de Prusia y de Pomorze.
Con la disolución de la "Academia de Agricultura de Waldau" en 1867 Körnicke se va a la Universidad de Bonn (en ese entonces Landwirtschaftliche Akademie of Bonn Poppelsdorf-Poppelsdorf). Llega como sucesor del botánico Julius Sachs, dando cátedra hasta 1898. En ese mismo año oposita a agente del Servicio Secreto Civil.
Friedrich August Körnicke se casa con Marie Kloss, teniendo dos hijas y tres varones. Uno de sus hijos Max Koernicke (otra manera de escribir el apellido) trabajó desde 1908 como botánico en la Academia de Agricultura de Bonn, en Poppelsdorf.

## Desarrollo de investigaciones
En Bonn, Körnicke intensificó sus estudios de agronomía sobre plantas cultivadas, avanzando en el examen de variedades mejoradas de grano, con sistemáticas investigaciones. Körnicke establece en Bonn jardines de aclimatación de variedades económicas, produciéndose semillas de todas partes del mundo, con infinidad de pequeñas parcelas para evaluarlas en su madurez.
Aunque con estudios sobre spp. cultivadas, también trabajó sobre especies silvestres, como en Triticum. Y en pocos años se lo considera una autoridad international en granos.
En 1885, Körnicke sumariza los resultados más importantes de su obra en coautoría con Hugo Werner, publicando "Manual del crecimiento de plantas de grano" ("Handbuch des Getreidebaues"), libro con específicas descripciones botánicas de las más importantes spp. y variedades de grano, su historia, dispersión y biología, fue considerado por décadas como el mejor texto en el área de la investigación de plantas cultivadas. Körnicke también trabajó sobre otras spp. de cultivo, particularmente Leguminosas. Publicó más de 90 contribuciones. En el tratado de la flora Renana, también publica sobre enfermedades vegetales.

## Algunas publicaciones
- Monographia scripta de Eriocaulaceis. Phil. Diss. Univ. Berlín 1856
- Die Vegetation des zollvereinten und nördlichen Deutschlands (con J. F. Klotzsch). In: G. von Viehbahn: Statistik des zollvereinten und nördlichen Deutschlands. Verlag G. Reimer Berlín 1858, p. 849-896
- Systematische Übersicht der Cerealien und monocarpischen Leguminosen in Ähren, Rispen, Früchten und Samen aus dem ökonomisch-botanischen Garten der Königlichen Preußischen Landwirtschaftlichen Academie zu Poppelsdorf bei Bonn, ausgestellt in Wien im Jahre 1873. Bonn 1873 (55 p. u. 1 Tab.)
- Die Saatgerste. Hordeum vulgare L. sensu latiore. In: Zeitschrift für das gesammte Brauwesen Jg. 5, 1882, S. 113-128, 161-172, 177-186, 193-203, 205-208, 305-311, 329-336, 393-413 u. Tafeln V-XIV
- Zur Geschichte der Gartenbohne. In: Verhandlungen des Naturhistorischen Vereins der preußischen Rheinlande & Westphalens Jg. 42, 1885, p. 3-20
- Handbuch des Getreidebaues. Verlag von Emil Strauss Bonn 1885. Bd. 1: Die Arten und Varietäten des Getreides, bearbeitet von F. Körnicke, v. 2: Die Sorten und der Anbau des Getreides, bearbeitet von Hugo Werner
- Mykologische Beiträge. Hedwigia 15: 178-186. 1876
- Mykologische Beiträge. Hedwigia 16 (2): 17-31, 33-40. 1877
- Die Entstehung und das Verhalten neuer Getreidevarietäten, herausgegeben von Max Koernicke. In: Archiv für Biontologie Bd. 2, 1908, p. 389-437